# Логінов Володимир Іванович
Логінов Володимир Іванович (нар. 15 вересня 1923, Біла Церква — пом. 27 квітня 1966, Москва) — герой Радянського Союзу.

## Біографія
Народився 15 вересня 1923 року в місті Біла Церква в родині робітника. За національністю українець. Член ВКП(б) з 1943 року. Закінчив середню школу. У Радянській Армії з липня 1941 року. У 1942 році закінчив Омське військове піхотне училище.

Пам'ятна дошка на приміщенні З.О.Ш. № 1 у Білій Церкві

Учасник Великої Вітчизняної війни з жовтня 1943 року. Командир роти 110-го гвардійського стрілецького полку (38-я гвардійська стрілецька дивізія (70-а армія, 1-й Білоруський фронт). Гвардії старший лейтенант Логінов в наступальних боях у серпні 1944 року, діючи в авангарді полку, першим форсував річку Західний Буг на південний захід від міста Брест. У сіл Новосюдкі і Яблочна (27 км північніше міста Влодава, Польща) рота оволоділа плацдармом, при відбитті 4-х контратак знищила більше сотні і полонила 38 гітлерівців. Логінов особисто захопив у полон 4-х солдатів і офіцера. При переслідуванні ворога, коли у шосе Брест-Варшава дві роти полку виявилися відрізаними, прийняв командування на себе. За день боїв роти знищили до двохсот гітлерівців і багато техніки. Вивів роти з невеликими втратами на з'єднання з полком.
За героїзм і вміле управління боєм при форсуванні і утриманні плацдарму на річці Західний Буг Указом Президії Верховної Ради СРСР від 24 березня 1945 гвардії старшому лейтенанту Логінову присвоєно звання Героя Радянського Союзу.
У 1953 році закінчив військову академію ім. М. В. Фрунзе, а в 1963 році — військову академію Генерального штабу. З 1964 року полковник Логінов — у відставці. Проживав у Москві. Трагічно загинув 27 квітня 1966 року. Похований на Головинському кладовищі у Москві.

## Нагороди
Нагороджений орденами Леніна, Червоного Прапора, Вітчизняної війни 1-го ступеня, Червоної Зірки, медалями.

## Пам'ять
Ім'я В. І. Логінова носить школа № 1, в якій він вчився з 1931 по 1941 роках, і одна з вулиць міста Біла Церква.